# Sam Panopoulos
Sotírios Panópoulos (grec moderne : Σωτήριος Πανόπουλος) dit Sam Panopoulos, né le 20 août 1934 à Voúrvoura (Arcadie, Grèce) et mort le 8 juin 2017 à London en Ontario au Canada, est un cuisinier et homme d'affaires grec ayant vécu au Canada, crédité de l’invention de la pizza hawaïenne.

## Biographie

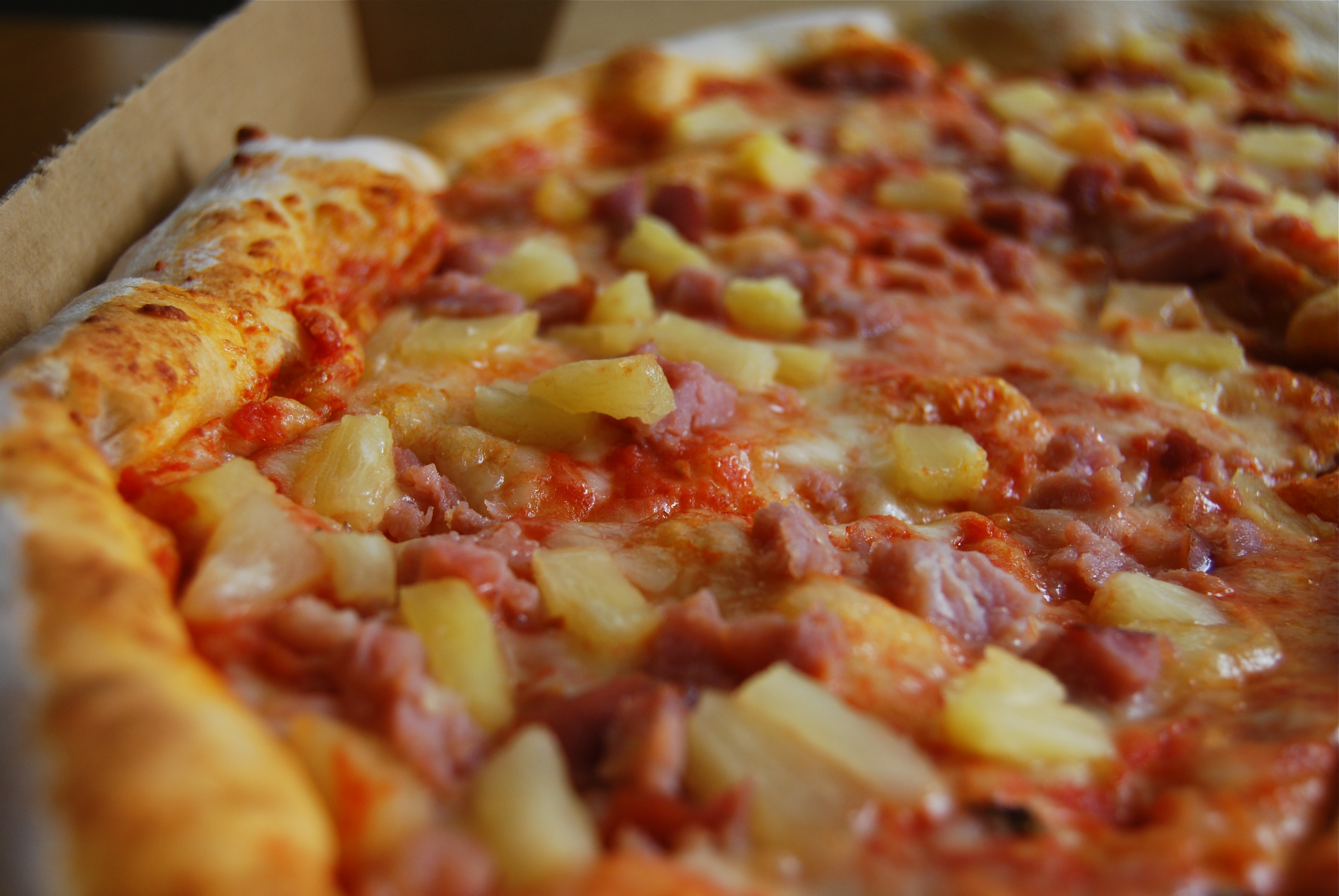
Une pizza hawaïenne.

Sam Panopoulos émigre de Grèce au Canada en 1952 ou 1954.
Après avoir goûté de la pizza à Naples, il goûte ensuite les pizzas en Amérique du Nord lors de sa visite à Windsor. À cette époque, la pizza n'était pas répandue dans cette région.
Avec ses frères Elias et Nikitas, ils exploitent un restaurant à Chatham en Ontario, où, en 1962, il a l'idée d'ajouter de l'ananas en conserve sur une pizza.
Il meurt à l'Hôpital Universitaire de London en Ontario, le 8 juin 2017.
Sam Panopoulos et sa femme Christina étaient mariés depuis 50 ans.